# 존 클루기
존 워너 클루기(/ˈkluːɡi/; 1914년 9월 21일 – 2010년 9월 7일)는 미국에서 텔레비전 산업 거물이 된 독일계 미국인 기업가이다. 한때 그는 미국에서 가장 부유한 사람이었다.

## 어린 시절과 교육
클루게는 1914년 독일 켐니츠의 장로교 가정에서 태어나 1922년 미국으로 이민 왔다. 클루게는 웨인 주립 대학교에서 2년 동안 공부하고 1937년 컬럼비아 대학교에서 경제학 학사 학위를 취득했다. 그는 얼스터스코트인, 영국인, 독일인 혈통이었다.
제2차 세계 대전 중 클루게는 워싱턴 D.C. 외곽의 비밀 P.O. Box 1142 심문 시설에서 근무했다.

## 메트로미디어 및 메트로미디어 컴퍼니
클루게가 미디어에 본격적으로 진출한 것은 1950년대 중반 메트로폴리탄 브로드캐스팅 코퍼레이션 주식을 매입하면서였다. 메트로폴리탄 브로드캐스팅 코퍼레이션은 텔레비전 네트워크가 1956년에 운영을 중단한 후 DuMont Laboratories에서 분사된 DuMont Television Network의 후속 기업이었다. 메트로폴리탄 브로드캐스팅은 뉴욕시의 WABD와 워싱턴 D.C.의 WTTG 두 개의 방송국으로 구성되었으며, 둘 다 이전에 DuMont 방송국이었지만 이제는 독립 방송국으로 운영되었다. 클루게는 1958년에 회사의 이사회 의장이자 최대 주주로 합류했으며, 설립자 Allen B. DuMont로부터 약 USD $6,000,000에 대부분의 주식을 인수했다.
1959년 경영권을 확보한 후 클루게는 텔레비전과 라디오 분야의 지분을 보유하며 회사를 방송 분야로 더욱 확장하기 시작했다. 1960년대 초 클루게는 옥외 광고 회사를 인수했으며, 1961년에는 회사의 다양성을 반영하여 회사 이름을 메트로미디어로 변경했다.

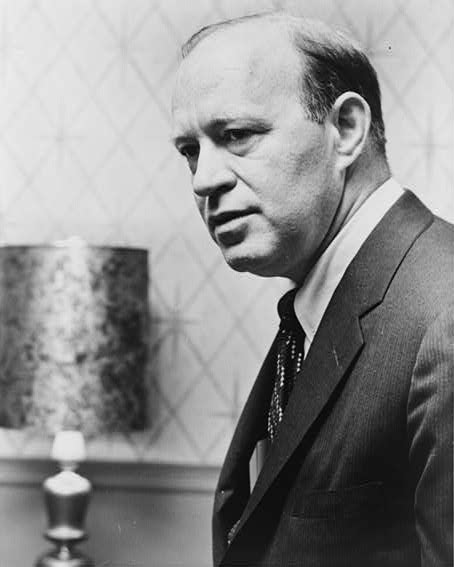
1965년 클루게

1986년, 클루게는 메트로미디어 텔레비전 방송국을 20th Century Fox(당시 뉴스 코퍼레이션이 소유)에 미화 40억 달러에 매각했다. 이 방송국들은 그 해 10월 9일에 출범한 폭스 텔레비전 네트워크(수십 년 후 뉴스 코퍼레이션/20세기 폭스에서 폭스 코퍼레이션으로 분사됨)의 핵심을 형성하게 된다. 이듬해, 포브스는 클루게를 미국에서 가장 부유한 사람으로 선정했다.
폴 윈첼이 자신의 어린이 텔레비전 프로그램 "윈첼-마호니 타임"의 권리를 주장하며 제기한 소송에 대한 보복으로, 메트로미디어 경영진은 클루게의 지시로 비디오테이프를 파괴했다. 윈첼은 메트로미디어의 변덕스러운 행동에 대한 보상으로 나중에 거의 1,800만 달러를 받았다.
폭스 매각 이후, 클루게의 활동은 그가 Stuart Subotnick과 파트너 관계를 맺었던 메트로미디어 컴퍼니라는 비공개 벤처를 통해 이루어졌다. 메트로미디어의 최근 활동에는 메트로미디어 인터내셔널 그룹을 통한 동유럽, 독립국가연합 및 중국 통신/케이블/라디오 벤처와 불운한 미국 통신 백본 운영인 메트로미디어 파이버 네트워크가 포함되었다. 2008년 7월, 메트로미디어 컴퍼니의 일부인 메트로미디어 레스토랑 그룹은 300개가 넘는 회사 소유의 베니건스 및 Steak and Ale 레스토랑을 폐쇄했다. 클루게와 파트너인 스튜어트 서보트닉은 또한 메이저 리그 사커 프랜차이즈인 뉴욕/뉴저지 메트로스타즈의 초기 팀 운영자였다.

## 자선 활동

### 존 W. 클루게 센터
미국 의회도서관 200주년을 기념하여 클루게는 전례 없는 6천만 달러를 기부하여 미국 의회도서관에 존 W. 클루게 센터를 설립했다. 이 센터는 숙련된 고위 학자들과 젊은 박사후 연구원들이 도서관의 비할 데 없는 소장 자료를 활용하고 미국 의회 의원들과 교류할 수 있는 학술 센터로 만들어졌다. 또한 그의 기부금으로 문학 및 경제학 분야의 노벨상에 비견되는 인문학 분야 평생 업적을 인정하는 100만 달러의 상금이 제정되었다. 클루게 상은 Kennedy Center Honors가 공연 예술 분야 평생 업적을 인정하는 방식과 동일하게 평생 지적 업적을 기릴 것이다.

### 컬럼비아 대학교
클루게는 컬럼비아 대학교에 5억 1천만 달러 이상을 기부했다. 그가 학업을 계속할 수 있도록 지원했던 장학 기금에 대한 감사 표시로, 클루게는 1987년과 1993년 사이에 컬럼비아 대학교에 1억 1천만 달러 이상을 기부했으며, 주로 소외 계층 학부생을 위한 재정 지원에 사용되었다. 그의 기부금은 또한 많은 학생들이 졸업 후 박사 학위를 취득할 수 있도록 박사 과정을 지원하는 데도 도움이 된다. 2007년 4월 11일, 컬럼비아 대학교 총장 리 C. 볼링거는 클루게가 기부자의 사망 시점에 대학이 받게 될 4억 달러의 약속을 발표했다. 이 기부금은 미국 고등 교육 기관에 대한 네 번째로 큰 기부금이며, 모두 재정 지원을 위해 지정되었다. 이는 미국 내 단일 고등 교육 기관에 학생 지원만을 위해 헌신된 약속 중 가장 큰 규모이다.

### 버지니아 대학교
1997년 12월, 존 클루게는 세계적인 수준의 호주 원주민 예술 컬렉션 대부분을 버지니아 대학교에 기증했다. 이 기증으로 버지니아 대학교는 클루게-루헤 호주 원주민 미술관을 설립했는데, 이는 미국에서 호주 원주민 예술과 문화를 연구하고 전시하는 유일한 박물관이다.
2001년, 클루게는 앨버말군, 버지니아주에 있는 7,378-에이커 (29.86 km2) 규모의 토지를 버지니아 대학교에 기증했다. 4,500만 달러 이상의 가치를 지닌 이 토지는 대학 역사상 가장 큰 기부였다. 버지니아 대학교는 모벤 농장의 다양한 건물과 부지에서 수업과 세미나를 개최하여 토지 기부를 다양한 강좌에 통합하려고 노력했다. 농장을 개선하고 샬러츠빌 경관의 일부로 만들기 위한 많은 개발이 진행 중이다.
2009년 그는 생애 마지막 동정심을 키우기 위해 대학에 3백만 달러를 기부했다.

### 정치적 기여
1980년대 내내 그는 공화당과 민주당 대선 후보, 그리고 여러 주의 상원의원 후보들에게 기부했다. 버지니아에서는 주로 민주당에 기부했다. 1986년에는 주 민주당 지도자 협의회에 75,000달러를 기부했고, 1989년에는 주지사 후보 L. Douglas Wilder에게 100,000달러를 기부했다.

## 개인 생활
클루게는 현대 호주 원주민 예술 컬렉터였으며, Clifford Possum Tjapaltjarri를 포함한 저명한 예술가들의 작품을 소유하고 있었다.
1983년, 클루게는 미국 성취 아카데미의 골든 플레이트 상을 수상했다.
클루게는 네 번 결혼했다. 첫 번째 부인은 시어도라 톰슨 타운센드, 두 번째는 욜란다 갈라르도 주코, 세 번째는 패트리샤 모린 로즈, 네 번째는 마리아 투시 쿠트너였다. 패트리샤 클루게는 1990년 이혼 합의에서 자신의 앨버말 토지를 유지하고 1999년에 문을 연 수상 경력에 빛나는 포도원 및 와이너리로 전환했다. 그녀는 생산 확장 및 관련 부동산 벤처 자금을 조달하기 위해 6,500만 달러의 대출을 받고 저택을 저당 잡았지만, 2011년에 채무 불이행 및 파산 선고를 했다.
클루게에게는 세 자녀가 있었다: 조셉(입양), 사만다(주코와의 사이에서 얻음), 존 주니어(로즈와의 사이에서 입양). 또한 그는 사망할 때까지 그의 삶의 일부였던 세 명의 의붓자녀가 있었다: 다이앤, 재닛 브로피, 피터 록우드 타운센드. 그는 2010년 사망 당시 네 번째 부인 마리아 투시 클루게와 함께 뉴로셸, 뉴욕, 버지니아주 및 팜비치에 집을 소유하고 있었다.

## 같이 보기
- 세계 부자 순위
- 역대 미국 부자 목록